# Enrique Goiri
José Enrique Niceto Goiri Bayo (Bilbao, 1 de marzo de 1877-España, 4 de abril de 1925) fue un futbolista español que jugó como centrocampista en el Athletic Club. Fue uno de los futbolistas más importantes en los inicios amateurs del Athletic Club, estando entre los 7 fundadores del club en 1898, y luego sirviendo al club como jugador, ganando tanto la Copa de la Coronación de 1902 como la Copa del Rey de fútbol 1903, que fueron los primeros títulos del club. Posteriormente participó en la fundación del Club Athletic de Madrid (actualmente Atlético de Madrid) en 1903.
Considerado buen ciclista y mejor gimnasta, practicó numerosos deportes y fue poseedor de varios premios honoríficos. En el fútbol, se lo describió como teniendo su punto fuerte en el mediocampo, pero que jugaba bien en todas partes.

## Trayectoria

### Athletic Bilbao
Hijo de una familia acomodada de Bilbao, Goiri fue enviado a Gran Bretaña para completar sus estudios, haciéndolo en el católico St Joseph's College, Dumfries, donde conoció y se hizo amigo de José María Barquín, compatriota vasco y futuro compañero de equipo en el Athletic Club. En 1898, Goiri fue uno de los 7 estudiantes vascos pertenecientes al Gimnasio Zamacois que comenzaron a organizar partidos de fútbol contra los obreros británicos, que se disputaban los domingos en el Hipódromo de Lamiaco, que por aquel entonces era la sede del fútbol organizado en Vizcaya.
En febrero de 1901 se nombró una comisión integrada por Goiri, Juan Astorquia y José María Barquín para redactar los estatutos y preparar el reglamento para legalizar la empresa y convertir así a su grupo de pioneros del fútbol en un club de fútbol oficial. Esto ocurrió el 5 de septiembre de 1901, en la célebre reunión celebrada en el Café García, en la que Goiri fue uno de los 33 hombres que firmaron los documentos que dieron origen al Athletic Club. Posteriormente Goiri fue elegido como el primer secretario del club.
Goiri se convirtió entonces en uno de los primeros futbolistas del recién formado Athletic Club, jugando como centrocampista. Junto a Astorquia, Alejandro de la Sota Eizaguirre, Raymond Cazeaux y Walter Evans, formó parte de los equipos que ganaron la Copa de la Coronación de 1902 (como Bizcaya) y la Copa del Rey de fútbol 1903, y Goiri participó en ambas finales, una victoria por 2-1 sobre el FC Barcelona en la final de 1902, y una victoria de remontada por 3-2 sobre el Madrid FC en la primera final de la Copa del Rey en 1903. En la final de la Copa del Rey de fútbol 1904, el Athletic volvió a proclamarse vencedor sin disputar ningún partido tras la no comparecencia de su rival.
Goiri era conocido por sus compañeros como «Tocino».

### Atlético de Madrid
Goiri fue uno de los fundadores de la filial madrileña del Athletic, el Athletic de Madrid. Participó en la primera comisión directiva del club como tesorero del mismo e incluso fue el árbitro del primerísimo partido del club el 2 de mayo de 1903, coincidiendo con la conmemoración del Levantamiento del 2 de Mayo, que se disputó en el Campo del Retiro en un amistoso entre los 25 socios que lo formaban, a excepción del tesorero Goiri que ejerció de árbitro, ya sea por su voz potente o bien por su edad y experiencia entre toda la juventud.

## Últimos años y fallecimiento
A pesar de ser doble fundador de dos clubes muy importantes, su actividad deportiva terminó allí mismo. A principios del siglo XX, muchos futbolistas vascos que se retiraron del deporte prosperaron en muchos otros campos, principalmente en la política, pero Goiri pasó a ser algo inusual para un deportista, ya que alcanzó fama como tenor e impresario gracias a su voz. Participó en varias óperas en España, e incluso fue contratado en Nueva York en 1909. Ese mismo año, Bilbao se llenó de carteles sobre una nueva obra teatral misteriosa, en la que Goiri sorprendió al público con su expresivo tenor.
Goiri murió el 3 de abril de 1925, a la edad de 48 años.

## Honores
- Copa de la Coronación: 1902
- Copa del Rey: 1903 y 1904